# Bharatpur (Nepál)
Bharatpur (nepáli: भरतपुर)  város Nepál középső részén, a Gangesz egy mellékfolyója, a Gandak (गण्डकी Narayani) folyó mellett, Katmandutól közúton kb. 150 km-re nyugatra. 
Az ország negyedik legnagyobb városa. 
Narayangadh (nepáli: नारायणगढ) vagy Narayanghat (nepáli: नारायणघाट) a város kereskedelmi központja.

## Látnivalók
Látnivalók a városban és környékén:
- A templomok
- Tinkhole-kolostor
- Devghat - szent hely a hinduk számára, a Gandak (Narayani) és Kali folyó találkozásánál
- Upardanghari-erőd
- Diyalo Bangala palota (Aptari Bharatpur)
- A Chitwan Nemzeti Park; az UNESCO Világörökség része.
- A Gandak (Narayani) az egyik legnagyobb folyó Nepálban; szigete kedvelt turisztikai célpont.
- A Bish-Hazari-tó, a város déli részén, 5 km-re a városközponttól. Madarak és krokodilok figyelhetők itt meg.

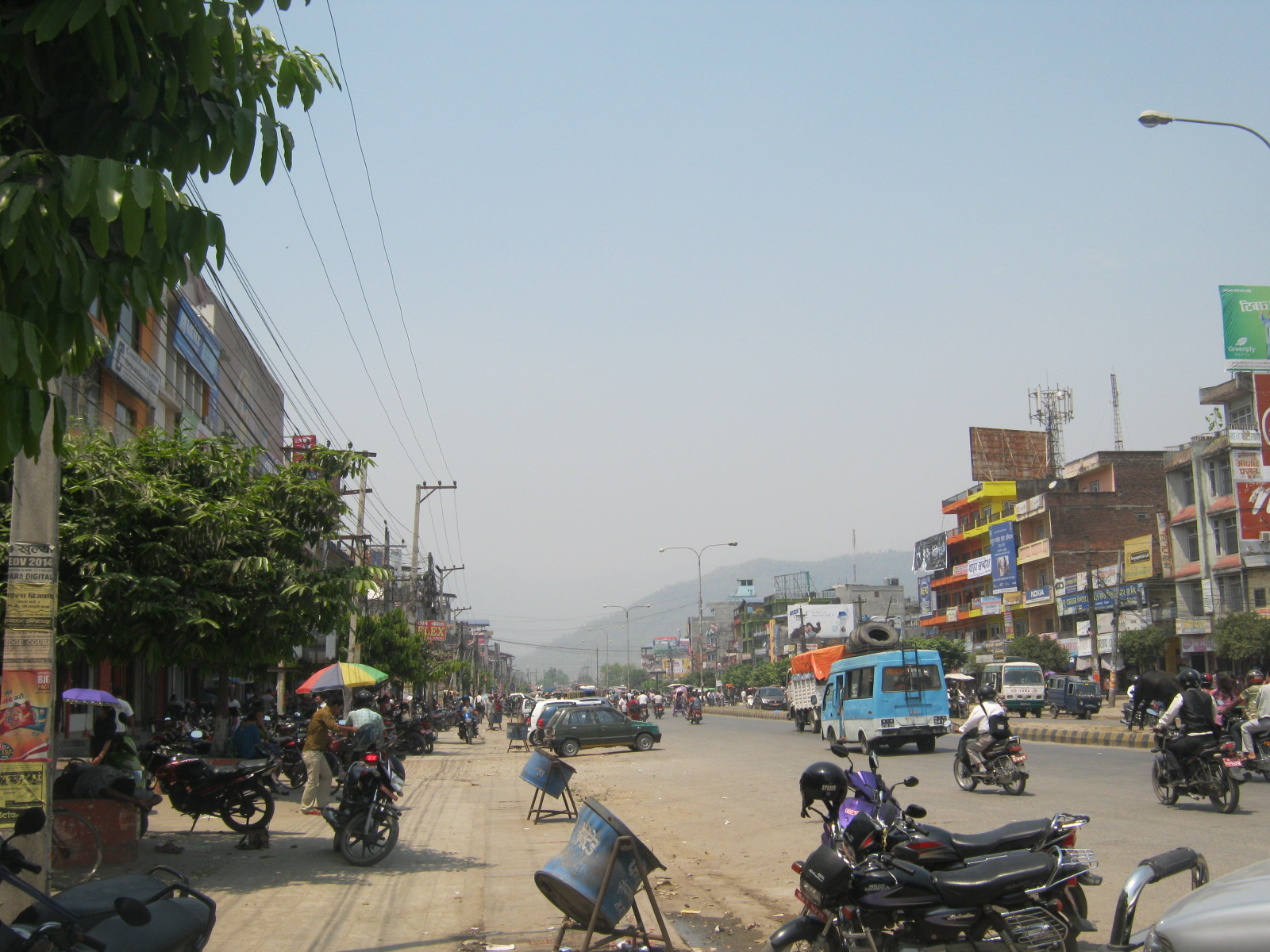
Bharatpur

## Fordítás
- Ez a szócikk részben vagy egészben  a   Bharatpur, Nepal című angol Wikipédia-szócikk fordításán alapul.  Az eredeti cikk szerkesztőit annak laptörténete sorolja fel. Ez a jelzés csupán a megfogalmazás eredetét és a szerzői jogokat jelzi, nem szolgál a cikkben szereplő információk forrásmegjelöléseként.
- Ez a szócikk részben vagy egészben  a   Bharatpur (Nepal) című német Wikipédia-szócikk fordításán alapul.  Az eredeti cikk szerkesztőit annak laptörténete sorolja fel. Ez a jelzés csupán a megfogalmazás eredetét és a szerzői jogokat jelzi, nem szolgál a cikkben szereplő információk forrásmegjelöléseként.